# Гельмут Дріфер
Гельмут Дріфер (нім. Helmut Driver; 8 травня 1914, Зондербург - ???) - німецький офіцер, гауптман (капітан) вермахту .Кавалер Німецького хреста в золоті.

## Посади
- Командир 7-ї роти 6-го стрілецького полку (1 вересня 1939 - 7 жовтня 1942)
- Командир батальйону (8 жовтня 1942 - 31 січня 1943)
- Командир 1-го батальйону 382-го панцергренадерського полку (з 1 лютого 1943)

## Звання
- Лейтенант (1 квітня 1936)
- Обер-лейтенант (1 квітня 1939)
- Гауптман (1 березня 1942)

## Нагороди
- Німецька імперська відзнака за фізичну підготовку в бронзі (19 жовтня 1935)
- Медаль «За вислугу років у Вермахті» 4-го класу (4 роки; 1 квітня 1938)
- Залізний хрест 2-го класу (22 вересня 1939)
- Нагрудний знак «За поранення» в чорному (22 вересня 1939)
- Медаль «У пам'ять 1 жовтня 1938» із застібкою «Празький град» (12 грудня 1939)
- Залізний хрест 1-го класу (17 вересня 1940)
- Нагрудний знак «За танкову атаку» в бронзі (21 вересня 1940)
- Нагрудний знак «За поранення» в сріблі (4 січня 1942)
- Медаль «За зимову кампанію на Сході 1941/42» (24 серпня 1942)
- Німецький хрест в золоті (17 серпня 1942)
- Срібна медаль «За військову доблесть» (Італія) (24 грудня 1942)